# Kamikaze Girls
Kamikaze Girls o Chicas Kamikaze, originalmente publicada en Japón como Shimotsuma Story–Yankee Girl & Lolita Girl (下妻物語――ヤンキーちゃんとロリータちゃん Shimotsuma Monogatari-Yanki-chan to Rorita-chan), es una novela ligera de 2002 escrita por Novala Takemoto que cuenta con una adaptación manga y una película.Kamikaze Girls se centra en dos estudiantes, Momoko Ryugasaki (Kyoko Fukada) e Ichigo "Ichiko" Shirayuri (Anna Tsuchiya), que pertenecen a mundos diferentes: una de ellas pertenece a la subcultura Lolita y la otra chica, su antítesis, es una Yankī. La historia muestra el desarrollo y evolución de su amistad.
La película fue estrenada originalmente en Japón en 2004. Fue grabada en la ciudad de Shimotsuma, en Ibaraki Prefectura, Japón Oriental.
El manga que se basó en el libro también fue creado por Yukio Kanesada y fue publicado en 2006.

## Trama
La historia comienza con Momoko, una joven que vive en una ciudad pequeña de Japón, hablando sobre su vida como Lolita. Ella es la única Lolita de su ciudad y no tiene ningún amigo, pero eso le da igual ya que cree que su ropa lolita es todo lo que necesita para ser feliz. Momoko está obsesionada con comprarse ropa en Baby, The Stars Shine Bright , su boutique favorita, pero como no puede costearse los vestidos de la boutique decide vender ropa de su padre para conseguir dinero. Cuando Ichigo, miembro de una pandilla de chicas motoristas delincuentes, descubre la venta de ropa, decide pedirle a Momoko que le enseñe la ropa. Ichigo queda fascinada con las prendas así que acaba apareciendo en casa de Momoko casi a diario para comprar ropa para las miembros de su pandilla. Después de verse durante un tiempo, las 2 chicas van juntas a Baby, The Stars Shine Bright donde Momoko conoce el diseñador de la marca y, gracias a su habilidad con el bordado, consigue sorprender al diseñador, el cual le pide que borde un vestido para él. Posteriormente, en una sala de Pachinko, Ichigo conoce un gánster y se enamora de él, pero descubre que es un amor imposible pues la prometida del gánster es la líder de su pandilla. 
Dolida por este amor imposible e inspirada por la vida solitaria de Momoko, Ichigo decide dejar su pandilla. Para  ello acepta el "reto" que le propone la pandilla, el cual consiste en pelear con las miembros. Momoko descubre lo que va a hacer Ichigo y decide ayudarla, pero, en lugar de pelear, Momoko asusta a la pandilla diciéndoles que es la hija de un famoso gánster.
Cuándo Momoko le muestra su bordado al diseñador, este queda encantado con su trabajo pero Momoko decide que no quiere trabajar para él, pues le hace más feliz llevar la ropa que le gusta que hacerla. Por otro lado, le ofrecen a Ichigo trabajar como modelo para Baby, The Stars Shine Bright pero resulta una modelo un tanto problemática pues el primer día de trabajo se pelea con el cámarografo. 
La película acaba con una escena en la que aparece Momoko e Ichigo sonriendo montadas en la moto de Ichigo.

## Media

### Novela (2002)
Publicada en España por Cicely Editorial en 2018.

### Película (2004)

#### Reparto
- Kyoko Fukada como Momoko Ryugasaki.
- Anna Tsuchiya como Ichigo "Ichiko" Shirayuki.
- Hiroyuki Miyasako como Dame Oyaji, Momoko, padre de Momoko.
- Ryoko Shinohara como Saionji Midori, Momoko, madre de Momoko.
- Kirin Kiki como la abuela de Momoko.
- Sadawo Abe como "Unicornio" Ryuji.
- Yoshinori Okada como Akinori Isobe.
- Eiko Koike como Akimi, miembro de la pandilla.
- Shin Yazawa como Miko, miembro de la pandilla.
- Yoshiyoshi Arakawa como Grocery gerente de la tienda.
- Katsuhisa Namase como Pachinko gerente.
- Hirotaro Honda como jefe Yakuza.

#### Personal de la película
- Director - Tetsuya Nakashima
- Director de Fotografía - Shoichi Ato
- Diseñador de producción - Towako Kuwashima
- Animación - Yojiro Nishimura (Studio 4 °C)
- Música - Yoko Kanno

### Manga (2006)
El manga de Kamikaze Girls comprende sólo un volumen y es una versión condensada de la novela. El manga se inspira principalmente en la primera parte de la novela. Después de ser fiel a la primera parte de la novela, el manga añade una parte a la historia donde Ichigo se enamora del hermano de gemelo del chico del que se enamora en la novela. Viz Media licenció el manga para un lanzamiento en inglés en Estados Unidos publicandolo el 7 de febrero del 2006.

## Recepción

### Respuesta de la crítica
El sitio web Rotten Tomatoes, dio a la película un índice de aprobación de 62%, basado en 29 opiniones, con un índice medio de 6.1/10. Kamikaze Girls también recibió reseñas «mezcladas o promedias» según Metacritic.

### Taquilla
Después de estrenarse el 29 de mayo de 2004, Kamikaze girls debutó el Núm. 4 en su fin de semana de apertura (detrás de Ríos Carmesíes II, Troya, y Llorando Fuera Amor en el Centro del Mundo).